# Brad Stuart
Brad Stuart (né le 6 novembre 1979 à Rocky Mountain House dans l'Alberta au Canada) est un joueur professionnel canadien de hockey sur glace. Il évolue au poste de défenseur.

## Carrière
Brad Stuart est repêché en 3e position lors du repêchage d'entrée dans la LNH 1998 par les Sharks de San José. Il va y évoluer de 1999 à 2005.
En novembre 2005, il est échangé aux Bruins de Boston avec Marco Sturm et Wayne Primeau contre Joe Thornton.
En février 2007, soit seulement un an et demi plus tard, il est échangé avec Wayne Primeau aux Flames de Calgary contre Andrew Ference et Chuck Kobasew. Joueur autonome sans compensation, il quitte Calgary en fin de saison pour rejoindre les Kings de Los Angeles pour 3,5 millions de dollars pour un an.
Le 26 février 2008, à la date limite des transactions 2008, il s'engage aux Red Wings de Détroit. Il prolonge son contrat le 1er juillet 2008 pour 4 ans et 15 millions de dollars.
Il est à nouveau échangé le 10 juin 2012. Il retourne aux Sharks en retour d'Andrew Murray et un choix conditionnel de septième ronde au repêchage 2014. Il signe un contrat de trois ans, huit jours plus tard (avec les Sharks). 
Le 1er juillet 2014, les Sharks l'envoient à l'Avalanche du Colorado en retour de deux choix de repêchage. Il signe un contrat de deux ans avec l'Avalanche avant le début de la saison 2014-2015. Le 27 juin 2016, l'Avalanche décide de racheter son contrat.

## Statistiques

### En club
| Saison     | Équipe                | Ligue      |       | Saison régulière | Saison régulière | Saison régulière | Saison régulière | Saison régulière |    | Séries éliminatoires | Séries éliminatoires | Séries éliminatoires | Séries éliminatoires | Séries éliminatoires |
| Saison     | Équipe                | Ligue      | PJ    | B                | A                | Pts              | Pun              | PJ               | B  | A                    | Pts                  | Pun                  |                      |                      |
| 1995-1996  | Pats de Regina        | LHOu       | 3     | 0                | 0                | 0                | 0                | -                | -  | -                    | -                    | -                    |                      |                      |
| 1996-1997  | Pats de Regina        | LHOu       | 57    | 7                | 36               | 43               | 58               | 5                | 0  | 4                    | 4                    | 14                   |                      |                      |
| 1997-1998  | Pats de Regina        | LHOu       | 72    | 20               | 45               | 65               | 82               | 9                | 3  | 4                    | 7                    | 10                   |                      |                      |
| 1998-1999  | Pats de Regina        | LHOu       | 29    | 10               | 19               | 29               | 43               | -                | -  | -                    | -                    | -                    |                      |                      |
| 1998-1999  | Hitmen de Calgary     | LHOu       | 30    | 11               | 22               | 33               | 26               | 21               | 8  | 15                   | 23                   | 59                   |                      |                      |
| 1999-2000  | Sharks de San José    | LNH        | 82    | 10               | 26               | 36               | 32               | 12               | 1  | 0                    | 1                    | 6                    |                      |                      |
| 2000-2001  | Sharks de San José    | LNH        | 77    | 5                | 18               | 23               | 56               | 5                | 1  | 0                    | 1                    | 0                    |                      |                      |
| 2001-2002  | Sharks de San José    | LNH        | 82    | 6                | 23               | 29               | 39               | 12               | 0  | 3                    | 3                    | 8                    |                      |                      |
| 2002-2003  | Sharks de San José    | LNH        | 36    | 4                | 10               | 14               | 46               | -                | -  | -                    | -                    | -                    |                      |                      |
| 2003-2004  | Sharks de San José    | LNH        | 77    | 9                | 30               | 39               | 34               | 17               | 1  | 5                    | 6                    | 13                   |                      |                      |
| 2005-2006  | Sharks de San José    | LNH        | 23    | 2                | 10               | 12               | 14               | -                | -  | -                    | -                    | -                    |                      |                      |
| 2005-2006  | Bruins de Boston      | LNH        | 55    | 10               | 21               | 31               | 38               | -                | -  | -                    | -                    | -                    |                      |                      |
| 2006-2007  | Bruins de Boston      | LNH        | 48    | 7                | 10               | 17               | 26               | -                | -  | -                    | -                    | -                    |                      |                      |
| 2006-2007  | Flames de Calgary     | LNH        | 27    | 0                | 5                | 5                | 18               | 6                | 0  | 1                    | 1                    | 6                    |                      |                      |
| 2007-2008  | Kings de Los Angeles  | LNH        | 63    | 5                | 16               | 21               | 67               | -                | -  | -                    | -                    | -                    |                      |                      |
| 2007-2008  | Red Wings de Détroit  | LNH        | 9     | 1                | 1                | 2                | 2                | 21               | 1  | 6                    | 7                    | 14                   |                      |                      |
| 2008-2009  | Red Wings de Détroit  | LNH        | 67    | 2                | 13               | 15               | 26               | 23               | 3  | 6                    | 9                    | 12                   |                      |                      |
| 2009-2010  | Red Wings de Détroit  | LNH        | 82    | 4                | 16               | 20               | 22               | 12               | 2  | 4                    | 6                    | 8                    |                      |                      |
| 2010-2011  | Red Wings de Détroit  | LNH        | 67    | 3                | 17               | 20               | 40               | 11               | 0  | 2                    | 2                    | 8                    |                      |                      |
| 2011-2012  | Red Wings de Détroit  | LNH        | 81    | 6                | 15               | 21               | 29               | 5                | 0  | 1                    | 1                    | 0                    |                      |                      |
| 2012-2013  | Sharks de San José    | LNH        | 48    | 0                | 6                | 6                | 25               | 11               | 1  | 2                    | 3                    | 2                    |                      |                      |
| 2013-2014  | Sharks de San José    | LNH        | 61    | 3                | 8                | 11               | 35               | 7                | 0  | 0                    | 0                    | 0                    |                      |                      |
| 2014-2015  | Avalanche du Colorado | LNH        | 65    | 3                | 10               | 13               | 16               | -                | -  | -                    | -                    | -                    |                      |                      |
| 2015-2016  | Avalanche du Colorado | LNH        | 6     | 0                | 0                | 0                | 0                | -                | -  | -                    | -                    | -                    |                      |                      |
| Totaux LNH | Totaux LNH            | Totaux LNH | 1 056 | 80               | 255              | 335              | 565              | 142              | 10 | 30                   | 40                   | 77                   |                      |                      |

### En équipe nationale
Il représente le Canada au niveau international.
| Année | Compétition                 |   | PJ | B | A | Pts | Pun               |  | Résultat |
| 1999  | Championnat du monde junior | 7 | 0  | 1 | 1 | 2   | Médaille d'argent |  |          |
| 2001  | Championnat du monde        | 7 | 1  | 1 | 2 | 6   | 5e place          |  |          |
| 2006  | Championnat du monde        | 9 | 0  | 3 | 3 | 14  | 4e place          |  |          |